# Амалі-арена
«Амалі-арена»  (англ. Amalie Arena) — спортивний комплекс у Тампа, Флорида (США), відкритий у 1996 році. Місце проведення міжнародних змагань з кількох видів спорту і домашня арена для команди Тампа-Бей Лайтнінг, НХЛ.
Амалі-арена розташована в діловому центрі Тампи «Channelside District».